# Carbonera
Carbonera comune Olaszországban, Veneto tartományban, Treviso megyében.

## Története
Carbonera írott forrásban először 1115-ben tűnik fel.